# Phthoa angolensis
Phthoa angolensis är en insektsart som först beskrevs av Bolívar 1889.  Phthoa angolensis ingår i släktet Phthoa och familjen Diapheromeridae. Inga underarter finns listade i Catalogue of Life.